# Believe (canción de The Bravery)
«Believe» —en español: «Creer»— es una canción interpretada por la banda estadounidense de rock The Bravery, escrita y compuesta por su vocalista y guitarrista rítmico Sam Endicott. «Believe» fue lanzada como segundo sencillo del segundo álbum de estudio de la banda, The Sun and the Moon. Una versión mezclada del tema parece en el álbum remix The Sun and the Moon Complete (2008).

## Video musical
Un video musical para «Believe» se lanzó en 2008. La dirección de este quedó a cargo de Goodtimes y Sam Endicott. Muestra a la banda interpretar la canción en un escenario entre una multitud.

## Listas
| País           | Lista                   | Mejor posición |      |      |      |      |      |
| 2007           | 2007                    | 2007           | 2007 | 2007 | 2007 | 2007 | 2007 |
| -------------- | ----------------------- | -------------- | ---- | ---- | ---- | ---- | ---- |
| Estados Unidos | Hot Modern Rock Tracks  | 4              |      |      |      |      |      |
| 2008           |                         |                |      |      |      |      |      |
| Estados Unidos | Hot Adult Top 40 Tracks | 24             |      |      |      |      |      |